# 解放巴勒斯坦人民阵线

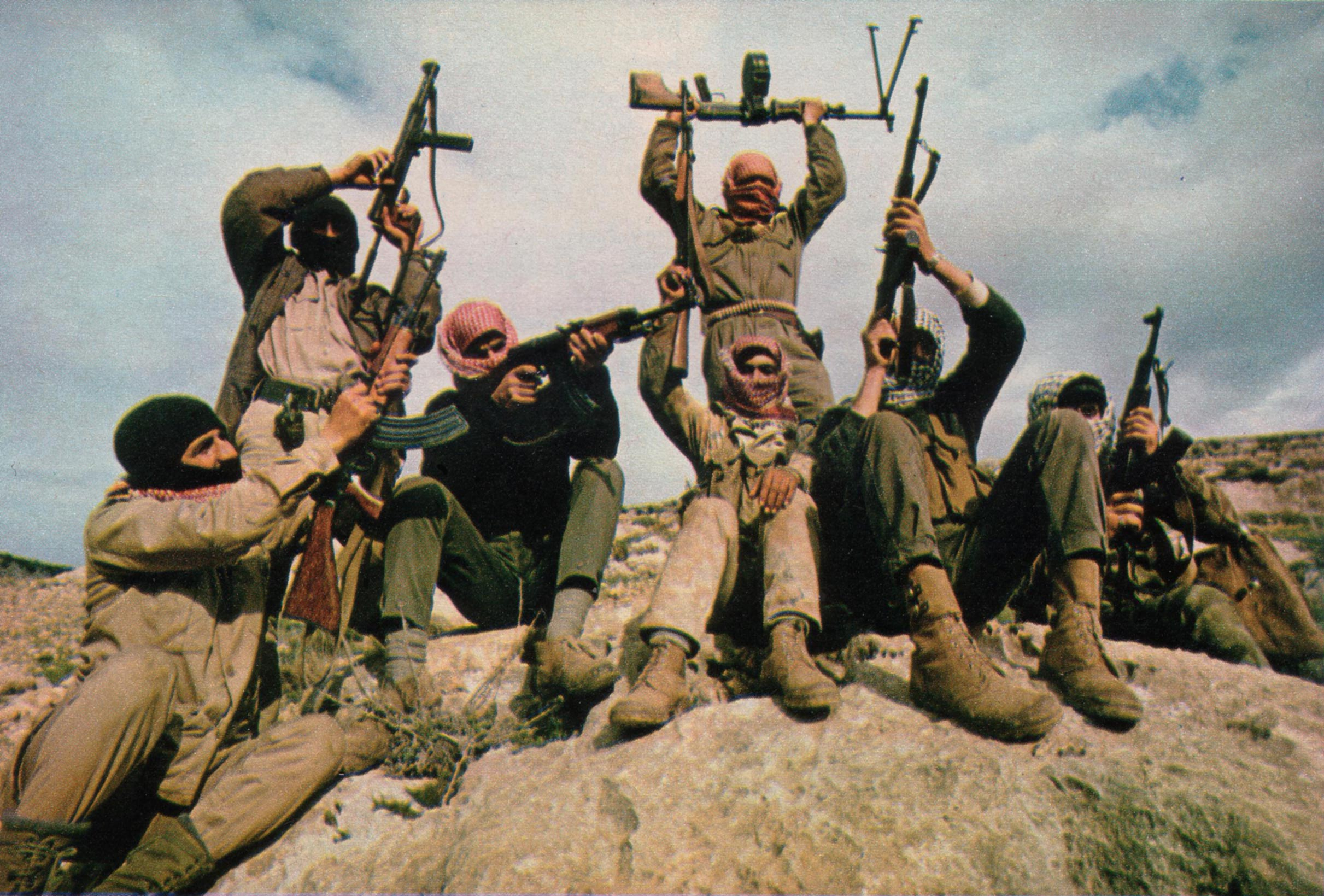
解放巴勒斯坦人民陣線的游擊战士

解放巴勒斯坦人民阵线（羅馬化：al-Jabhah al-Sha`biyyah li-Taḥrīr Filasṭīn），简称人阵，是巴勒斯坦的一个马克思列宁主义世俗政党和武装组织。人阵是巴勒斯坦解放组织的成员之一，是巴解内部仅次于法塔赫的第二大组织。人阵的下属军事组织阿布·阿里·穆斯塔法旅策划过多个针对以色列和西方国家的暴力袭击，因此被美国国务院定義为恐怖主义组织。该组织的活动范围集中在叙利亚、黎巴嫩、以色列境内和巴勒斯坦被占领土。人阵的机关刊物为《目标》周刊。

## 历史
1967年12月，前叙利亚武装部队上尉艾哈迈德·贾比尔领导的“巴勒斯坦解放阵线”与乔治·哈巴什领导的“复仇青年”和“归国英雄”等组织合并为解放巴勒斯坦人民阵线。该党的首任总书记是乔治·哈巴什；第二任总书记是阿布·阿里·穆斯塔法；第三任和现任总书记是艾哈迈德·萨阿达特。

## 发动的袭击
解放巴勒斯坦人民阵线因在1960年代晚期和1970年代早期发动的数起武装袭击事件和劫机事件而广为人知：
- 1968年7月23日，由羅馬飛往盧德國際機場的以色列航空426號班機被“人陣”成員劫持。西方媒體稱“人陣”認為當時以色列駐美大使伊扎克·拉宾在該班機上，因而將該班機劫持，這點被包括萊拉·哈立德在內的數名參與劫機者否認。飛機被劫持至阿爾及爾，21名乘客和11名機組人員在阿爾及爾被扣留39天，直至8月31日。
- “人陣”部分成員於1968年12月26日在雅典飛往紐約的以色列航空253號班機上實施掃射，導致一名以色列人死亡。這引起了以色列軍隊在貝魯特炸毀民航機的復仇行動（英语：1968 Israeli raid on Lebanon）。
- 1969年2月18日，以色列航空432號班機在蘇黎世機場遭“人陣”成員襲擊，副機長被殺，機長受傷。
- 1969年2月20日，耶路撒冷一家超市發生炸彈爆炸，兩名以色列人死亡，20人受傷。
- 1969年8月29日，萊拉·哈立德等人劫持了由羅馬飛往雅典的環球航空840號班機，飛機被劫至大馬士革，2名以色列乘客被扣留44天。
- 1969年9月9日，三名巴勒斯坦成年人及三名年齡介於14歲和15歲之間的男孩分別在位於海牙、波恩的以色列大使館和以色列航空布魯塞爾辦公室投擲手榴彈，無人死亡。
- 1970年2月11日，“人陣”成員在慕尼黑機場對一輛載有以色列航空乘客的巴士發動了襲擊，1人死亡，11人受傷。
- 1970年9月6日，包括萊拉·哈立德在內的多名“人陣”成員劫持了四架飛往紐約的民航機（包括泛美航空的一架波音747、環球航空的一架波音707、瑞士航空的一架道格拉斯DC-8及以色列航空的波音707），其中一架以色列航空班機遭劫機未遂，一名劫機者被射殺。同年9月9日，英國海外航空一架由巴林飛往倫敦的班機亦被劫持。泛美班機被劫持至開羅，其餘三架班機被劫至位於約旦扎爾卡的道森機場。三架被劫至道森機場的客機於9月12日在到達約旦的記者面前被“人陣”炸毀。這一系列劫機事件引發了巴勒斯坦和約旦的衝突。
- 1972年5月30日，26名乘客在盧德國際機場被與“人陣”成員懷迪·哈達德合作的日本赤軍成員掃射致死，哈達德則逃離現場，為“人陣”推卸責任。
- 1977年10月13日，漢莎航空181號班機由馬略卡島帕爾馬飛往法蘭克福，途中被“人陣”成員劫持，機長在途中被殺，剩餘的乘客和機組人員在摩加迪沙被西德第九國境守備隊突擊解救。